# Paddy McNair
Patrick James Coleman McNair (Ballyclare, Észak-Írország, 1995. április 27. –) északír válogatott labdarúgó, az amerikai San Diego játékosa.

## Pályafutása

### Manchester United
McNair Ballyclare városában született, County Antrim megyében és a Ballyclare Coltsban tanulta a labdarúgás alapjait, amikor a Manchester United játékosmegfigyelőinek megakadt rajta a szeme. 2011-ben írta alá első szerződését az angol klubhoz, ahol tizenkét évesen jelentkezett először edzésre, és ahol Paul McGuinness utánpótlásedző középpályásként játszatta és sokszor Michael Carrickhez hasonlította a játékstílusát.

#### 2014–2015
Szeptember 27-én debütált az első osztályban, egy 2–1-es West Ham elleni mérkőzésen a hazai Old Trafford-i stadionban. 2015 januárjában lehetőséget kapott az FA-kupa harmadik és negyedik fordulójában, és ekkor Louis van Gaal a 3–5–2-es formációban jobb hátvédként játszatta. A Cambridge United elleni továbbjutást követően van Gaal nyilvánosan dicsérte teljesítményét és Gary Nevilléhez hasonlította McNair játékát. Február 10-én új, 2017 nyaráig szóló szerződést írt alá. A következő idényben Chris Smalling és Daley Blind mellett kevés lehetőséget kapott, első mérkőzését a Leicester City elleni bajnokin játszotta november 29-én.

### Sunderland
2016. augusztus 11-én  négyéves szerződést írt alá a Sunderlandhez akik öt és félmillió fontot fizettek érte. Két nappal később debütált a Manchester City ellen. Jermain Defoe helyére cserélték be a 83. percben és a mérkőzés végén öngólt vétett, csapata pedig 2–1-es vereséget szenvedett.

### Middlesbrough
2018. június 26-án négy évre szóló szerződést írt alá a Middlesbrough csapatával.

### San Diego
2024. július 26-án jelentették be, hogy három évre szóló szerződést kötött az amerikai San Diego csapatával, majd kölcsönbe is került a West Bromwich Albionhoz.

## Válogatott
Az Északír válogatottban 2015. március 25-én debütált Skócia ellen a Hampden Parkban. 2015. szeptember 4-én tétmérkőzésen is szóhoz jutott a Feröer-szigetek elleni Európa-bajnoki selejtezőn.
2015. október 8-án pályára lépett a görögök ellen, amikor az északírek 30 év után biztossá tették kijutásukat egy világversenyre. Október 11-én a finnek elleni utolsó fordulós 1–1-et követően a helsinki kórházban ápolták, mert felmerült a gyanúja, hogy megrepedt a mája egy szerelési kísérletnél.
Részt vett a 2016-os labdarúgó-Európa-bajnokságon, ahol az első két csoportmérkőzésen lépett pályára, és ahol az északír válogatott a nyolcaddöntőben búcsúzott a Wales elleni 1–0-s vereséget követően.
Michael O'Neill szövetségi kapitány többször eredeti pozíciójával ellentétben a középpályán szerepeltette, mint fogalmazott "a középpályás poszt McNair jövője."

## Statisztika

### Klub
2022. október 22-én frissítve.
| Klub              | Szezon           | Bajnokság        | Bajnokság | Bajnokság | FA-kupa | FA-kupa | Ligakupa | Ligakupa | Egyéb | Egyéb | Összesen | Összesen |
| Klub              | Szezon           | Bajnokság        | P.        | Gólok     | P.      | Gólok   | P.       | Gólok    | P.    | Gólok | P.       | Gólok    |
| ----------------- | ---------------- | ---------------- | --------- | --------- | ------- | ------- | -------- | -------- | ----- | ----- | -------- | -------- |
| Manchester United | 2014–15          | Premier League   | 16        | 0         | 2       | 0       | 0        | 0        | ―     | ―     | 18       | 0        |
| Manchester United | 2015–16          | Premier League   | 8         | 0         | 0       | 0       | 0        | 0        | 1     | 0     | 9        | 0        |
| Manchester United | Összesen         | Összesen         | 24        | 0         | 2       | 0       | 0        | 0        | 1     | 0     | 27       | 0        |
| Sunderland        | 2016–17          | Premier League   | 9         | 0         | 0       | 0       | 3        | 2        | ―     | ―     | 12       | 2        |
| Sunderland        | 2017–18          | Championship     | 16        | 5         | 0       | 0       | 0        | 0        | ―     | ―     | 16       | 5        |
| Sunderland        | Összesen         | Összesen         | 25        | 5         | 0       | 0       | 3        | 2        | ―     | ―     | 28       | 7        |
| Middlesbrough     | 2018–19          | Championship     | 16        | 0         | 3       | 0       | 4        | 0        | ―     | ―     | 23       | 0        |
| Middlesbrough     | 2019–20          | Championship     | 41        | 6         | 2       | 0       | 1        | 0        | ―     | ―     | 44       | 6        |
| Middlesbrough     | 2020–21          | Championship     | 46        | 2         | 0       | 0       | 1        | 0        | ―     | ―     | 47       | 2        |
| Middlesbrough     | 2021–22          | Championship     | 42        | 5         | 4       | 0       | 0        | 0        | —     | —     | 46       | 5        |
| Middlesbrough     | 2022–23          | Championship     | 13        | 0         | 0       | 0       | 1        | 0        | —     | —     | 14       | 0        |
| Middlesbrough     | Összesen         | Összesen         | 158       | 13        | 9       | 0       | 7        | 0        | ―     | ―     | 174      | 13       |
| Karrier összesen  | Karrier összesen | Karrier összesen | 207       | 18        | 11      | 0       | 10       | 2        | 1     | 0     | 229      | 20       |

### Válogatott
2022. szeptember 27-én frissítve.
| Válogatott     | Év       | Pályára lépés | Gólok |
| -------------- | -------- | ------------- | ----- |
| Észak-Írország | 2015     | 5             | 0     |
| Észak-Írország | 2016     | 11            | 0     |
| Észak-Írország | 2017     | 1             | 0     |
| Észak-Írország | 2018     | 8             | 0     |
| Észak-Írország | 2019     | 9             | 3     |
| Észak-Írország | 2020     | 8             | 1     |
| Észak-Írország | 2021     | 9             | 1     |
| Észak-Írország | 2022     | 7             | 1     |
| Összesen       | Összesen | 58            | 6     |

#### Gólok
| # | Dátum               | Helyszín                                   | Opponent         | Eredmény | Végeredmény | Kiírás                              |
| - | ------------------- | ------------------------------------------ | ---------------- | -------- | ----------- | ----------------------------------- |
| 1 | 2019. június 11.    | Boriszov Aréna, Bariszav, Fehéroroszország | Fehéroroszország | 1–0      | 1–0         | 2020-as Európa-bajnokság-selejtező  |
| 2 | 2019. október 14.   | Stadion Letná, Prága, Csehország           | Csehország       | 1–0      | 3–2         | Barátságos                          |
| 3 | 2019. október 14.   | Stadion Letná, Prága, Csehország           | Csehország       | 3–0      | 3–2         | Barátságos                          |
| 4 | 2020. szeptember 7. | Windsor Park, Belfast, Észak-Írország      | Norvégia         | 1–1      | 1–5         | 2020–2021-es UEFA Nemzetek Ligája B |
| 5 | 2021. szeptember 2. | LFF Stadion, Vilnius, Litvánia             | Litvánia         | 4–1      | 4–1         | 2022-es világbajnokság-selejtező    |
| 6 | 2022. június 12.    | Windsor Park, Belfast, Észak-Írország      | Ciprus           | 1–2      | 2–2         | 2022–2023-as UEFA Nemzetek Ligája C |